# Generale Prins Willempolder 1e deel
De Generale Prins Willempolder 1e deel is de naam van een poldercomplex dat zich bevindt tussen de Passageule en de voormalige Brugsche Vaart in de Nederlandse provincie Zeeland. De polders, die omstreeks 1650 werden aangelegd, verbonden Het Eiland met het noorden van West-Zeeuws-Vlaanderen.
In eerste instantie betrof het een vijftal polders, en wel:
- Vijfhonderd-in-beoosten-Eedepolder
- Dierkensteenpolder
- Cathalijnepolder
- Oude Passageulepolder noordelijk deel
- Vrije polder noordelijk deel

In 1652 werden hier nog de zogeheten Brugsche-Vaartpolders aan toegevoegd, te weten:
- Sint Philipspolder
- Nieuweveldpolder

In tegenstelling tot de eveneens in 1652 tot stand gekomen Generale Prins Willempolder 2e deel, die de strakke, planmatige structuur van een renaissancepolder bezit, betrof het eerste deel vooral herdijkingen van ook vóór de inundatie van 1583 bestaande polders.
Het poldercomplex is vernoemd naar Stadhouder Willem II.